# Geissorhiza imbricata
Geissorhiza imbricata är en irisväxtart som först beskrevs av Daniel Delaroche, och fick sitt nu gällande namn av Ker Gawl. Geissorhiza imbricata ingår i släktet Geissorhiza och familjen irisväxter.

## Underarter
Arten delas in i följande underarter:
- G. i. bicolor
- G. i. imbricata